# 단백질 패밀리

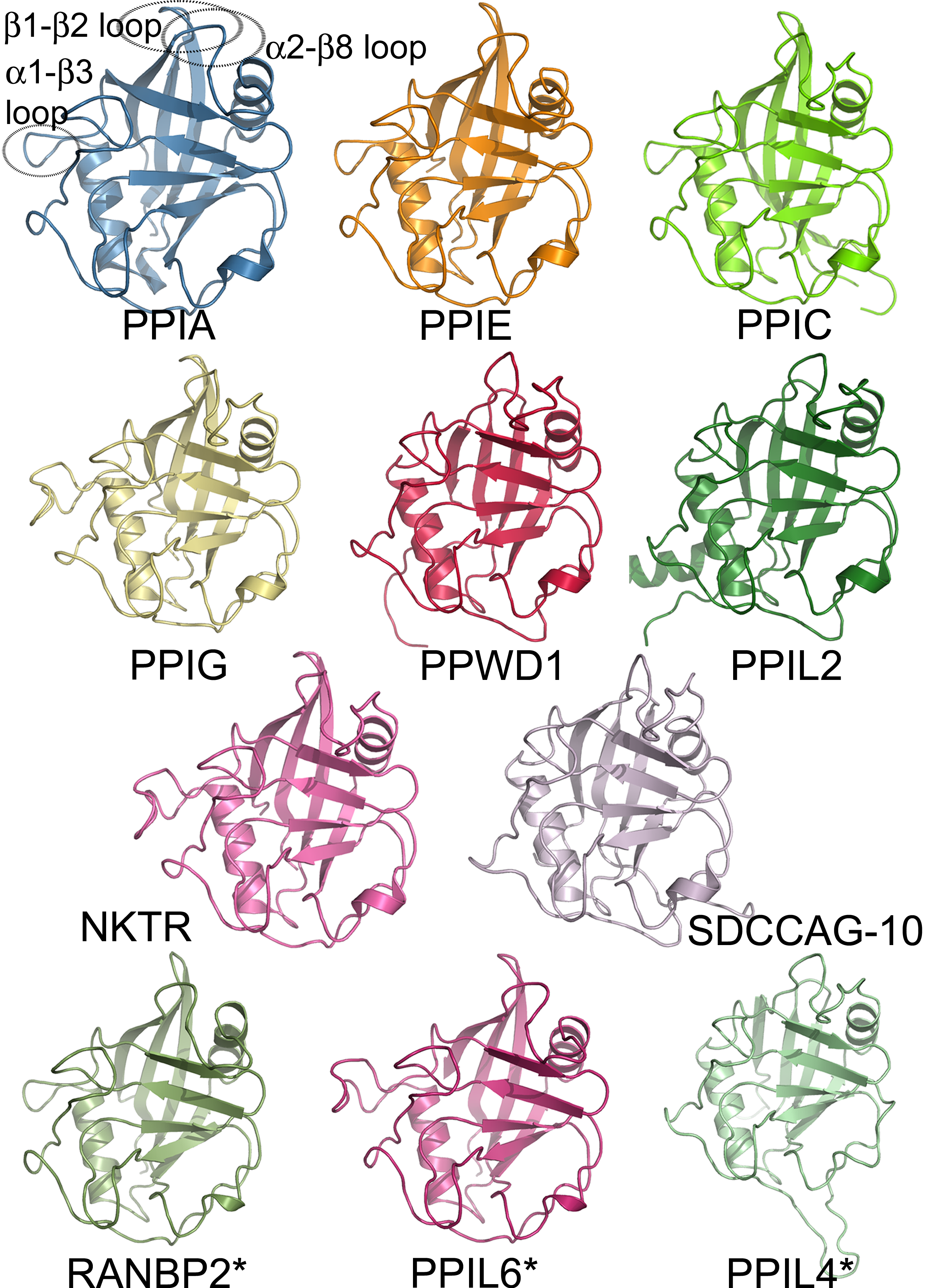
일부 구성원들의 이성질화효소 도메인의 구조로 대표되는 사람의 사이클로필린 패밀리.

단백질 패밀리(영어: protein family)는 진화적으로 관련된 단백질 그룹이다. 대부분의 경우 단백질 패밀리에는 해당하는 유전자 패밀리가 있으며, 각 유전자는 1:1의 관계로 해당하는 단백질을 부호화한다. 단백질 패밀리라는 용어는 분류학에서 사용되는 과(科, family)와 혼동해서는 안된다.
같은 패밀리에 속하는 단백질들은 동일한 공통 조상으로부터 유래하였고, 일반적으로 유사한 3차원 구조, 기능, 중요한 서열 유사성을 가지고 있다. 이 중 가장 중요한 것은 서열 유사성(보통 아미노산 서열)인데, 이는 상동성의 가장 엄격한 지표이며, 따라서 동일한 공통 조상을 공유하는지에 대해 판단하기 위한 가장 명확한 지표이기 때문이다. 서열 정렬 방법을 사용하여 서열 그룹 간의 유사성의 중요성을 평가하기 위한 상당히 잘 개발된 프레임워크가 존재한다. 공통 조상을 공유하지 않는 단백질은 통계적으로 유의미한 서열 유사성을 보일 가능성이 매우 낮기 때문에 서열 정렬은 단백질 패밀리의 구성원들을 식별하기 위한 강력한 도구가 된다.

## 같이 보기
- 단백질 슈퍼패밀리
- 단백질 서브패밀리
- 유전자 패밀리